# تیم ملی فوتسال افغانستان
تیم ملی فوتسال افغانستان نماینده افغانستان در مسابقات بین‌المللی فوتسال و یکی از تیم‌های فوتسال آسیایی است. تیم ملی فوتسال افغانستان توسط فدراسیون فوتبال افغانستان کنترل می‌شود.
تیم ملی فوتسال افغانستان در رده‌بندی جدید فیفا جایگاه ۳۰ جهان و ششم آسیا را دارد.
تیم ملی فوتسال افغانستان برای اولین بار در مسابقات جام ملت‌های فوتسال آسیا ۲۰۲۴ حضور یافت و در این دوره با شکست تیم ملی فوتسال قرقیزستان مقام پنجم را از آن خود کرد و برای اولین بار به جام جهانی فوتسال ۲۰۲۴ صعود کرد.

## مربی
| مقام        | نام                  |
| ----------- | -------------------- |
| سرمربی      | ایران مجید مرتضایی   |
| دستیار مربی | افغانستان محمد حیدری |

## عناوین و عملکرد
- نایب قهرمانی در مسابقات کافا (آسیای مرکزی) - cafa futsal.[۴][۵][۶]
- مقام سومی مسابقات بین قاره‌ای فوتسال تایلند در سال ۲۰۲۳.[۷]

## بازیکنان
فهرست بازیکنان دعوت شده به تیم ملی فوتسال افغانستان برای ملت‌های فوتسال آسیا
| ردیف | پست       | بازیکن               |
| ۱    | دروازه‌بان | محمدجواد صفری        |
| ۲    | دروازه‌بان | سیدرضا حسینی         |
| ۳    | هافبک     | مهران غلامی          |
| ۴    | مدافع     | مهدی نوروزی(کاپیتان) |
| ۵    | هافبک     | بهمن گرگیج           |
| ۶    | مدافع     | حسین حسن‌زاده         |
| ۷    | مدافع     | حمیدرضا حسینی        |
| ۸    | مهاجم     | اکبر کاظمی           |
| ۹    | مهاجم     | عبدالغفار صدیقی      |
| ۱۰   | مهاجم     | فرزاد محمودی         |
| ۱۱   | هافبک     | علی امیری            |
| ۱۲   | مدافع     | رضا حسین پور         |
| ۱۳   | مهاجم     | سید حسین موسوی       |
| ۱۴   | مهاجم     | حسن‌علی جعفری         |

## تورنمنت‌ها

### جام ملت‌های آسیا
| نتایج حضور در جام ملت‌های آسیا | نتایج حضور در جام ملت‌های آسیا | نتایج حضور در جام ملت‌های آسیا    | نتایج حضور در جام ملت‌های آسیا | نتایج حضور در جام ملت‌های آسیا | نتایج حضور در جام ملت‌های آسیا | نتایج حضور در جام ملت‌های آسیا | نتایج حضور در جام ملت‌های آسیا | نتایج حضور در جام ملت‌های آسیا |
| سال                           | دستاورد                       | جایگاه                           | بازی                          | برد                           | برابر                         | باخت                          | گل زده                        | گل خورده                      |
| ----------------------------- | ----------------------------- | -------------------------------- | ----------------------------- | ----------------------------- | ----------------------------- | ----------------------------- | ----------------------------- | ----------------------------- |
| ۲۰۲۴                          | یک چهارم نهایی                | هفتم-صعود به جام جهانی در پلی آف | ۶                             | ۳                             | ۱                             | ۲                             | ۱۸                            | ۱۶                            |

### جام ملت‌های آسیای مرکزی- CAFA
| نتایج حضور در جام فوتسال آسیای مرکزی | نتایج حضور در جام فوتسال آسیای مرکزی | نتایج حضور در جام فوتسال آسیای مرکزی | نتایج حضور در جام فوتسال آسیای مرکزی | نتایج حضور در جام فوتسال آسیای مرکزی | نتایج حضور در جام فوتسال آسیای مرکزی | نتایج حضور در جام فوتسال آسیای مرکزی | نتایج حضور در جام فوتسال آسیای مرکزی | نتایج حضور در جام فوتسال آسیای مرکزی | نتایج حضور در جام فوتسال آسیای مرکزی |
| سال                                  | دور                                  | بازی                                 | برد                                  | برابر*                               | باخت                                 | گل زده                               | گل خورده                             | تفاضل                                | امتیاز                               |
| ------------------------------------ | ------------------------------------ | ------------------------------------ | ------------------------------------ | ------------------------------------ | ------------------------------------ | ------------------------------------ | ------------------------------------ | ------------------------------------ | ------------------------------------ |
| ۲۰۲۳                                 | بازی نهایی                           | نایب قهرمانی                         | ۵                                    | ۳                                    | ۱                                    | ۱۵                                   | ۱۶                                   | -۱                                   | ۱۰                                   |
| کل                                   | بهترین جایگاه:                       | نایب قهرمانی                         | ۵                                    | ۳                                    | ۱                                    | ۱۵                                   | ۱۶                                   | -۱                                   | ۱۰                                   |

* ایران با تیم زیر ۲۳سال در این مسابقات شرکت کرد.

### Asian Indoor and Martial Arts Games
| بازی‌های آسیایی داخل سالن و هنرهای رزمی | بازی‌های آسیایی داخل سالن و هنرهای رزمی | بازی‌های آسیایی داخل سالن و هنرهای رزمی | بازی‌های آسیایی داخل سالن و هنرهای رزمی | بازی‌های آسیایی داخل سالن و هنرهای رزمی | بازی‌های آسیایی داخل سالن و هنرهای رزمی | بازی‌های آسیایی داخل سالن و هنرهای رزمی | بازی‌های آسیایی داخل سالن و هنرهای رزمی | بازی‌های آسیایی داخل سالن و هنرهای رزمی | بازی‌های آسیایی داخل سالن و هنرهای رزمی |
| Year                                   | Round                                  | بازی                                   | برد                                    | مساوی*                                 | باخت                                   | گل زده                                 | گل خورده                               | تفاضل                                  | امتیاز                                 |
| -------------------------------------- | -------------------------------------- | -------------------------------------- | -------------------------------------- | -------------------------------------- | -------------------------------------- | -------------------------------------- | -------------------------------------- | -------------------------------------- | -------------------------------------- |
| ۲۰۰۵                                   | عدم ورود                               | -                                      | -                                      | -                                      | -                                      | -                                      | -                                      | -                                      | -                                      |
| ۲۰۰۷                                   | مرحله گروهی                            | ۳                                      | ۰                                      | ۰                                      | ۳                                      | ۵                                      | ۳۲                                     | -۲۷                                    | ۰                                      |
| ۲۰۰۹                                   | عدم ورود                               | -                                      | -                                      | -                                      | -                                      | -                                      | -                                      | -                                      | -                                      |
| ۲۰۱۳                                   | مرحله گروهی                            | ۲                                      | ۰                                      | ۰                                      | ۲                                      | ۸                                      | ۱۷                                     | -۹                                     | ۰                                      |
| ۲۰۱۷                                   | مقام چهارم                             | ۷                                      | ۴                                      | ۲                                      | ۱                                      | ۲۸                                     | ۲۱                                     | +۷                                     | ۱۴                                     |
| ۲۰۲۱                                   | TBC                                    |                                        |                                        |                                        |                                        |                                        |                                        |                                        |                                        |
| Total                                  | بهترین جایگاه: چهارم                   | ۱۲                                     | ۴                                      | ۲                                      | ۶                                      | ۴۱                                     | ۷۰                                     | -۲۹                                    | ۱۴                                     |

## جام جهانی ۲۰۲۴ ازبکستان
فهرست بازیکنان در جام جهانی فوتسال 2024
| ردیف | نام بازیکن      | شماره پیراهن | پست     |
| ۱    | محمد جواد صفری  | ۱            | گلر     |
| ۲    | علی جعفری       | ۲            | گلر     |
| ۳    | علی حسینی       | ۳            | گلر     |
| ۴    | مهدی نوروزی     | ۴            | عقب گیر |
| ۵    | رضا حسین پور    | ۷            | عقب گیر |
| ۶    | خداداد ابراهیمی | ۱۳           | عقب گیر |
| ۷    | سید حسینی       | ۱۴           | عقب گیر |
| ۸    | حسین محمدی      | ۵            | وینگر   |
| ۹    | حمید حسینی      | ۶            | وینگر   |
| ۱۰   | مهران غلامی     | ۸            | وینگر   |
| ۱۱   | محمد مرادی      | ۱۱           | وینگر   |
| ۱۲   | فرزاد محمودی    | ۱۲           | وینگر   |
| ۱۳   | امید قنبری      | ۹            | راس     |
| ۱۴   | اکبر کاظمی      | ۱۰           | راس     |
|      | مجید مرتضایی    | سرمربی       |         |
|      | محمد حیدری      | مربی         |         |

## افتخارات
- جلم ملت‌های آسیای مرکزی
  - نایب قهرمان (۱): ۲۰۱۳
  - راهیابی به جام جهانی فوتسال برای اولین بار[۱۱][۱۲]

### گلزنان در تاریخچه جام ملت‌های آسیا
- جام ملت‌های فوتسال آسیا ۲۰۲۴

۲ گل
- مهران غلامی
- فرزاد محمودی
- رضا حسین پور

۱ گل
- مهدی نوروزی
- اکبر کاظمی

گل به خودی 
۱ گل
- رضا حسین پور

گل به خودی 
۱ گل
- رضا حسین پور
- مرحله رده‌بندی(انتخابی جام جهانی فوتسال ۲۰۲۴

ازبکستان):
۲ گل
- اکبر کاظمی
- مهران غلامی

۱ گل
- فرزاد محمودی
- محمدجواد صفری
- امید قنبری
- مهدی نوروزی